# Дрізул Олександр Арвідович
Олександр Арвідович Дрізул (29 червня 1920, місто Псков, тепер Російська Федерація — 17 липня 2006) — латвійський радянський державний і комуністичний діяч, радянський історик, секретар ЦК КП Латвії, голова Верховної ради Латвійської РСР. Депутат Верховної Ради Латвійської РСР 7—11-го скликань. Член ЦК Комуністичної партії Латвії. Доктор історичних наук, професор. Академік Академії наук Латвійської РСР (1963).

## Життєпис
У 1942 році закінчив Московський історико-архівний інститут. У 1943—1944 роках — аспірант Московського педагогічного інституту імені Леніна. У 1944—1946 роках — аспірант інституту історії Академії наук СРСР.
У 1946—1949 роках — вчений секретар, у 1949—1963 роках — заступник директора інституту історії Академії наук Латвійської РСР.
Член ВКП(б) з 1950 року.
У 1963—1970 роках — директор інституту історії Академії наук Латвійської РСР та академік-секретар Відділення суспільних наук Академії наук Латвійської РСР.
У 1967—1971 роках — заступник голови Президії Верховної ради Латвійської РСР.
3 лютого 1970 — 28 травня 1975 року — секретар ЦК КП Латвії з питань ідеології.
З 1975 року — віцепрезидент Академії наук Латвійської РСР.
У 1975—1985 роках — заступник голови Президії Верховної ради Латвійської РСР.
29 березня 1985 — 27 липня 1989 року — голова Верховної ради Латвійської РСР.
Подальша доля невідома. Помер 17 липня 2006 року.

## Праці
Основні наукові праці присвячені революційному руху в Латвії та соціально-економічному розвитку Прибалтики. Праці: «Історія Латвійської РСР», томи 2-3, Рига, 1955—1959 (співавтор); «Нариси історії робітничого руху в Латвії (1920—1940 рр..)», М., 1959; «Боротьба за Радянську владу в Прибалтиці», М., 1967 (співавтор); «Ленін і революційний рух у Латвії», Рига, 1969.

## Нагороди
- орден Леніна (1.07.1980)
- три ордени Трудового Червоного Прапора (1971,)
- медалі
- Державна премія Латвійської РСР (1967)
- Заслужений діяч культури Латвійської РСР